# مهرداد فلاح تبریزی
مهرداد فلاح تبریزی (زادهٔ ۱۳۵۴ در تهران) نقاش و هنرمند نقاشی خط اهل ایران است.

## زندگی‌نامه
مهرداد فلاح تبریزی در سال ۱۳۵۴ در محله سید نصرالدین تهران متولد شد؛ در خانواده‌ای سنتی. فلاح نقاشی را در ابتدا نزد صادق تبریزی آغاز نمود و سپس آن را در مکتب استادانی چون عربعلی شروه، بهروز گلزاری، بیوک احمری، عباس بلوکی‌فر و جمشید سماواتیان به کمال رساند.

## فعالیت حرفه‌ای
اولین حضور او در دنیای حرفه‌ای هنر به سال ۱۳۷۷ و نمایشگاه نقاشی پشت شیشه در گالری ۶۶ بازمی‌گردد. فلاح ازآن‌پس کار نقاشی را با جدیت ادامه داد و در سال‌های دهه ۸۰ در نمایشگاه‌های گروهی بسیاری حضور یافت. او در این سال‌ها آثاری را با ترکیب نقاشی و نمادپردازی ایرانی شکل داد و به عبارتی می‌توان فلاح را جزو نقاشانی دانست که از سنت‌های نقاشی ایرانی برای خلق آثاری مدرن بهره می‌برد. این روند به شش نمایشگاه انفرادی در دهه‌ی هشتاد و نود منجر شد که سه سال پیاپی از ۱۳۸۹ تا ۱۳۹۱ و از ۱۳۹۴ تا ۱۳۹۷ با آثار نقاشی‌خط و به‌خصوص به‌کاربردن المان‌هایی از شیر و خروس شکل گرفت.

## سبک
در مورد فلاح می‌توان گفت که زندگی و کار در نطفه‌ی سنت ایرانی از یک‌سو و هم‌جواری با نقاشی نوگرای ایران از سوی دیگر؛ فضایی فراهم ساخت که بتواند مکتب سقاخانه را از درون زندگی کند. به عبارتی امروز که آثار او در سطح گسترده‌ای در مراکز بین‌المللی و ملی نمایش داده‌شده‌اند، صاحب‌نظران متعددی او را ادامه‌دهنده و احیاکننده مکتب سقاخانه در نقاشی به‌شمار آورده‌اند.
حضور عناصر سنتی در آثار فلاح مستقیماً ریشه در سنت‌های ایرانی مانند دعا و طلسم دارد. شیرها از دعای نادعلی گرفته شده و استفاده فرمال از خط ادامه‌دهنده سنتی است که تبریزی در نقاشی‌خط بنا نهاد و فلاح آن را با هنر پاپ درآمیخت. همچنین در مجموعه‌ی خروس‌نشان، او توان خود را در ارائه نقاشی کلاسیک، آن‌هم در ابعاد بزرگ آشکار کرد.
او در بیانیه نمایشگاه خود با عنوان "شیر با خط" که سال ۱۳۹۵ در گالری فردا  برگزار شد، می‌نویسد: «میان سنت و نوآوری تضادی در بین است، سنت می‌خواهد همان بماند که هست؛ اما نوآوری می‌خواهد آن‌چنان‌که هست نماند. بااین‌همه از آمیزش سنت و نوآوری است که فرهنگ، چنان نمادی از تحول انسان آفریده می‌شود. بر بنیاد سنت است که فرهنگ در طول زمان یگانه و استوار می‌ماند و در پرتو نوآوری است که فرهنگ پیش‌می‌رود و تکامل می‌یابد. اگر سنت در کار نمی‌بود، فرهنگ همچون آب در مرداب می‌گندید. در آثار خود همواره تلاش کرده‌ام سنت را با نوآوری درهم‌آمیخته وطرحی نو دراندازم.»

## نمایشگاه‌ها
فلاح تبریزی نمایشگاه های گروهی و انفرادی متعددی در ایران و خارج از ایران برگزار کرده که در ذیل به برخی از آنها به اختصاراشاره شده‌است:
- ۱۳۷۷: نمایشگاه گروهی نقاشی پشت شیشه گالری ۶۶
- ۱۳۸۸: نمایشگاه گروهی / استانبول
- ۱۳۸۸: نمایشگاه گروهی / بلاروس
- ۱۳۸۹: نمایشگاه انفرادی/ گالری شیرازی
- ۱۳۸۹: نمایشگاه گروهی/ هنر اسلامی/ لندن
- ۱۳۸۹: نمایشگاه گروهی / فرهنگستان صبا
- ۱۳۸۹: نمایشگاه گروهی ضیافت هنر / خانه هنرمندان
- ۱۳۸۹: نمایشگاه گروهی / کودکان سرطانی/ گالری بهنام دهش پور ۱۳۸۹
- ۱۳۹۰: نمایشگاه انفرادی / گالری شیرازی
- ۱۳۹۱: نمایشگاه انفرادی / گالری فریا اسپیناس
- ۱۳۹۲: نمایشگاه گروهی / گالری مژده
- ۱۳۹۳: حضور در حراج بنیادجهانی هنر لس آنجلس
- ۱۳۹۳: دومین جایزه هنر و ادبیات محتشم
- ۱۳۹۴: حضور در دومین دوره حراج ملی
- ۱۳۹۴: نمایشگاه گروهی / بینال سوئیس MCI
- ۱۳۹۴: نمایشگاه گروهی / گالری جنوا/ ایتالیا
- ۱۳۹۴: سومین جایزه عربعلی شروه / گالری فرهنگستان صبا
- ۱۳۹۵: نمایشگاه انفرادی نقاشی‌خط/ گالری آرت سنتر
- ۱۳۹۵: حضور در حراج اپرا گالری / دبی
- ۱۳۹۵: حضور در حراج گوهران
- ۱۳۹۵: نمایشگاه گروهی به نفع بازماندگان آتش سوزی/ گالری خط سفید
- ۱۳۹۶: نمایشگاه انفرادی شیر با خط/ گالری فردا
- ۱۳۹۶: نمایشگاه گروهی / گالری گالری فاین آرت دبی
- ۱۳۹۶: نمایشگاه گروهی Peace Time / گالری ساچورا/ جنوا ایتالیا
- ۱۳۹۶: تابستانه / نمایشگاه گروهی نقاشی، حجم، نقاشی‌خط / گالری ماه
- ۱۳۹۶: حراج گالری سیحون
- ۱۳۹۸: حضور در سومین بینال جنوا/ ایتالیا
- ۱۳۹۸: آرت فر دبی / دبی
- ۱۳۹۸: نمایشگاه انفرادی / استانبول
- ۱۳۹۸: ثبت اثر در گنجینه بانک ملی
- ۱۳۹۸: ثبت اثر در گنجینه بانک سپه
- ۱۳۹۹: ثبت اثر در گنجینه هنرستان هنرهای زیبای پسران[۷]

## افتخارها و تقدیرها
- رتبه سوم سومین بینال جنوا/ ایتالیا ۱۳۹۸
- رتبه دوم دومین جایزه هنر و ادبیات محتشم ۱۳۹۴ [۸]
- کسب مقام هنرمند برتر در جشنواره هنری ماکائو/ ماکائو ۱۴۰۲